# NGC 3354
NGC 3354 је спирална галаксија у сазвежђу Шмрк (Пумпа) која се налази на NGC листи објеката дубоког неба.
Деклинација објекта је - 36° 21' 46" а ректасцензија 10h 43m 2,8s. Привидна величина (магнитуда) објекта NGC 3354 износи 12,8 а фотографска магнитуда 13,7. NGC 3354 је још познат и под ознакама ESO 376-14, MCG -6-24-8, AM 1040-360, IRAS 10407-3606, PGC 31941.